# Kodži Sasaki
Kodži Sasaki (japonsko 佐々木 康治), japonski nogometaš, * 30. januar 1936.
Za japonsko reprezentanco je odigral 14 uradnih tekem.